# Paul Raymond (médecin et préhistorien)
Pour les articles homonymes, voir Paul Raymond et Raymond.
Paul Raymond, né en 1859 à Calais et mort à Paris en 1944, est un médecin et un préhistorien français. Il fut l'un des fondateurs de la Société préhistorique française en 1904. Il fonda également la Revue préhistorique. Annales de Palethnologie en 1906.

## Hommage
La ville de Pont-Saint-Esprit lui a rendu hommage en lui consacrant un musée — le musée Paul-Raymond — installé dans l'ancien Hôtel de Ville construit en 1832-1833.